# アルフレード・ペレス・ルバルカバ
アルフレード・ペレス・ルバルカバ（Alfredo Pérez Rubalcaba、1951年7月28日 - 2019年5月10日）は、スペインの政治家。マドリード・コンプルテンセ大学の教授を務め、化学博士でもある。前首相ロドリゲス・サパテーロと同様に、一方の姓で表す場合は一般的でありふれた姓である父方のペレスではなく、あまり一般的ではない母方のルバルカバを使う。
フェリーペ・ゴンサーレス社会労働党政権で教育科学相（1992-1993）、首相府相（1993-1996）を歴任。第5回議会（V Legislatur、選挙は1993年総選挙）においてはトレド県より選出、1996年と2000年の総選挙ではマドリード州から、2004年にはカンタブリア州から、2008年にはカディス県から出馬した。サパテーロ政権では、2006年4月に内務大臣に就任、2010年10月21日には第一副首相と内閣のスポークスマンをも兼務した。2011年7月8日、11月の総選挙において首相候補として臨むために大臣の職を辞し、政権から離脱した。

## 経歴
ルバルカバの父はスペイン内戦の反乱軍側の飛行士で、後にイベリア航空のパイロットになった。祖父は共和主義者であった。彼自身はフェリーペ・ゴンサーレス政権とサパテーロ政権において重要な役回りを演じた。
ルバルカバはマドリードのマリア会（Compañía de María）の学校で学び、1974年にスペイン社会労働党に入党、このころから同党のマドリード支部（Federación Socialista Madrileña）の様々な活動にかかわり、その後社会労働党および同党の議会院内会派の教育・研究委員会に加わった。
その後、マドリード・コンプルテンセ大学の化学部の有機化学の教授の職を得、コンスタンツ大学（ドイツ）やモンペリエ大学（フランス）でも教鞭を執った。研究生活において反応機構に関する30もの論文を著している。スペイン語のほかに英語、フランス語を流暢に操り、ドイツ語についても十分な知識を持っている。

### フェリーペ・ゴンサーレス政権時代
1982年社会労働党が政権に就くと、ルバルカバは大学や教育分野にかかわる様々な職務を引き受けるようになった。そして、1988年には教育担当Secretario de Estado de Educaciónに任命、1992年には、教育科学大臣に任命された。1993年の総選挙後フェリーペ・ゴンサーレスによって、新設の首相府相に任命され、1996年の総選挙まで務めた。
1996年総選挙ではマドリード選挙区より出馬、自身は当選するも社会労働党は国民党に敗北、政権を明け渡すこととなった。

### 野党時代（1996-2004）
1997年の第34回党大会にて党執行部メンバーおよび交渉担当書記に選任される。このことはルバルカバが次代において重要な役割を担うこととなった。事実ルバルカバは、1999年のETAとの休戦協定に関して、国民党政権とのパイプ役の一人となったのである。
ロドリゲス・サパテーロが新書記長に選出された第35回党全国大会においてルバルカバは同党の全国委員会のメンバーとなった。
この時期、国民党との自由のための反テロリズム協定と名付けられた協定の社会労働党側の代表責任者を務めた。

### ロドリゲス・サパテーロ政権
2004年総選挙では党の選挙対策責任者に就任し、同党勝利に貢献した。国会開会後下院院内会派のスポークスマンに任命された。2006年4月11日には内務大臣に就任、交通事故の減少と対テロ政策に取り組み、その結果国民の支持を得た。
2008年総選挙での勝利の後、ペレス・ルバルカバは新たに内務相に就任した。また、2008年5月20日から6月30日の間、産休で職務を離れたカルマ・チャコン国防相の代行を務めた。
2010年10月21日、内務相と兼任で、マリア・テレサ・フェルナンデス・デ・ラ・ベガに替わって第一副首相兼政府スポークスマンに就任した。

### 首相候補
2011年5月27日社会労働党全国委員会において、次回総選挙での同党の首相候補者に指名される。
2011年7月8日、自身の社会労働党の首相候補としての正式な出馬宣言の前日、党候補に専念するためという理由で副首相兼内務相兼政府スポークスマンの職を辞した。
2011年の総選挙で社会労働党は、マリアーノ・ラホイ率いる国民党に敗北した。700万票もの票を獲得したもの、獲得議席は110に過ぎず、民主化以降最低の結果であった。

### 社会労働党書記長
総選挙敗北後、ルバルカバは2012年2月に行われる社会労働党大会において、同党書記長候補として臨むことを表明した。前国防相のカルマ・チャコンが対立候補になるとみられた。
2012年2月4日の党大会で対立候補のカルマ・チャコンに対して22票差で勝利、書記長に選出された。

### 死去
2019年5月8日、脳卒中によりマハダオンダの病院に搬送され、2日後に67歳で死去した。

## 生前の職務
- 下院常任委員会理事
- 内務委員会委員
- 法規委員会理事
- 列国議会同盟スペイン代表団長
- 下院議員（マドリード県選出）

| 公職                                              | 公職                                     | 公職                                        |
| ------------------------------------------------- | ---------------------------------------- | ------------------------------------------- |
| 先代 ハビエル・ソラーナ                           | 教育科学大臣 1992年-1993年               | 次代 グスタボ・スアーレス・ペルティエラ     |
| 先代 ビルヒリオ・サパテーロ                       | 首相府大臣 1993年-1996年                 | 次代 フランシスコ・アルバレス＝カスコス     |
| 先代 ロサ・コンデ                                 | 政府スポークスマン 1993年-1996年         | 次代 ミゲル・アンヘル・ロドリゲス・バホン   |
| 先代 ホセ・アントーニオ・アロンソ                 | 内務大臣 2006年-2011年                   | 次代 アントーニオ・カマーチョ・ビスカイーノ |
| 先代 マリア・テレサ・フェルナンデス・デ・ラ・ベガ | 第一副首相 2010年-2011年                 | 次代 エレーナ・サルガード 経済担当副首相    |
| 先代 マリア・テレサ・フェルナンデス・デ・ラ・ベガ | 政府スポークスマン 2010年-2011年         | 次代 ホセ・ブランコ・ロペス                 |
| 党職                                              |                                          |                                             |
| 先代 ヘスス・カルデーラ                           | 社会労働党下院院内会派代表 2004年-2006年 | 次代 ディエゴ・ロペス・ガリード             |
| 先代 ホセ・ルイス・ロドリゲス・サパテーロ         | 社会労働党書記長 2012年-2014年           | 次代 ペドロ・サンチェス・ペレス＝カステホン |